# バヤルド (競走馬)
バヤルド（Bayardo、1906年 - 1917年）はイギリスの競走馬・種牡馬。馬名は「闇の馬バヤード」に由来する。孫のハイペリオンを通して大きな足跡を残した。

## 競走成績
2歳から4歳にかけて常に一戦級で活躍した。2歳時に重賞のニューステークス（アスコット競馬場）でデビューし1馬身2分の1差で勝利。その後デューハースト・プレートまで7連勝しシーズンを終えた。
しかし、3歳になって仕上がりが遅れ一度も出走することなく2000ギニーを迎えたが、下痢気味の体調の中、ミノルの4着と敗れた。エプソムダービーでは直前を走っていたサーマーティンの落馬に巻き込まれ10着に敗れている。
その後、3歳の夏から4歳に掛けて再び連勝を積み重ねる。2連勝で臨んだエクリプスステークスで古馬の一線級を相手に快勝。二冠馬ミノルが三冠を狙って出走してきたセントレジャーステークスでも優勝しミノルは4着と敗れた。その後ドンカスターステークス、チャンピオンステークスなど11連勝し4歳のシーズンを終えた。
5歳になり2連勝の後アスコットゴールドカップで優勝した。その後1勝を追加して15連勝まで伸ばしグッドウッドカップに向かったが、36ポンド軽い3歳馬マジックにクビ差で敗れそのまま引退した。
性格は気難しく、人が何かをしようとすると先を読んでそれを妨害したりもした。桶を叩いて厩務員に飼い葉をねだるのが癖。これは「バヤルドのドラム」と呼ばれた。なおバヤルドが逃したダービーは翌年に弟レンバーグが優勝している。

## 種牡馬成績
引退後はマントン牧場で種牡馬として供用されたが、11歳の時早世。下半身の麻痺が原因での安楽死による。しかし死亡した1917年にゲイクルセイダーが、さらに翌年ゲインズバラがイギリスクラシック三冠馬となった。1917、1918年にはイギリスリーディングサイアーを獲得している。

## 年度別競走成績
- 1908年（7戦7勝）
  - デュハーストステークス、ミドルパークプレート、ニューステークス
- 1909年（13戦11勝）
  - セントレジャーステークス、エクリプスステークス、チャンピオンステークス、プリンスオブウェールズステークス
- 1910年（5戦4勝）
  - アスコットゴールドカップ、2着 - グッドウッドカップ

## 主な産駒
- ゲインズバラ（イギリスクラシック三冠馬、ニューマーケットゴールドカップ）
- ゲイクルセイダー（イギリスクラシック三冠馬、ニューマーケットゴールドカップ）
- バユダ（オークス）

## 血統表
| バヤルドの血統（ハンプトン系 / Galopin4×2=31.25% Sterling4×4=12.50% Rataplan(Stockwell)5×5.5 Volley (Voltigeur) 5×4） | バヤルドの血統（ハンプトン系 / Galopin4×2=31.25% Sterling4×4=12.50% Rataplan(Stockwell)5×5.5 Volley (Voltigeur) 5×4） | バヤルドの血統（ハンプトン系 / Galopin4×2=31.25% Sterling4×4=12.50% Rataplan(Stockwell)5×5.5 Volley (Voltigeur) 5×4） | （血統表の出典）     | （血統表の出典）    |
| 父 Bay Ronald 1893 鹿毛                                                                                               | 父の父Hampton 1872 鹿毛                                                                                               | Lord Clifden | Newminster           | Newminster          |
| 父 Bay Ronald 1893 鹿毛                                                                                               | 父の父Hampton 1872 鹿毛                                                                                               | Lord Clifden | The Slave            |                     |
| 父 Bay Ronald 1893 鹿毛                                                                                               | 父の父Hampton 1872 鹿毛                                                                                               | Lady Langden | Kettledrum           | Kettledrum          |
| 父 Bay Ronald 1893 鹿毛                                                                                               | 父の父Hampton 1872 鹿毛                                                                                               | Lady Langden | Haricot              |                     |
| 父 Bay Ronald 1893 鹿毛                                                                                               | 父の母Black Duchess 1886 黒鹿毛                                                                                       | Galliard | Galopin              | Galopin             |
| 父 Bay Ronald 1893 鹿毛                                                                                               | 父の母Black Duchess 1886 黒鹿毛                                                                                       | Galliard | Mavis                |                     |
| 父 Bay Ronald 1893 鹿毛                                                                                               | 父の母Black Duchess 1886 黒鹿毛                                                                                       | Black Corrie | Sterling             | Sterling            |
| 父 Bay Ronald 1893 鹿毛                                                                                               | 父の母Black Duchess 1886 黒鹿毛                                                                                       | Black Corrie | Wild Dayrell Mare    |                     |
| 母 Galicia 1898 黒鹿毛                                                                                                | 母の父Galopin 1872 鹿毛                                                                                               | Vedette | Voltigeur            | Voltigeur           |
| 母 Galicia 1898 黒鹿毛                                                                                                | 母の父Galopin 1872 鹿毛                                                                                               | Vedette | Mrs.Ridgway          |                     |
| 母 Galicia 1898 黒鹿毛                                                                                                | 母の父Galopin 1872 鹿毛                                                                                               | Flying Duchess | The Flying Dutchman  | The Flying Dutchman |
| 母 Galicia 1898 黒鹿毛                                                                                                | 母の父Galopin 1872 鹿毛                                                                                               | Flying Duchess | Merope               |                     |
| 母 Galicia 1898 黒鹿毛                                                                                                | 母の母Isoletta 1891 鹿毛                                                                                              | Isonomy | Sterling             | Sterling            |
| 母 Galicia 1898 黒鹿毛                                                                                                | 母の母Isoletta 1891 鹿毛                                                                                              | Isonomy | Isola Bella          |                     |
| 母 Galicia 1898 黒鹿毛                                                                                                | 母の母Isoletta 1891 鹿毛                                                                                              | Lady Muncaster | Muncaster            | Muncaster           |
| 母 Galicia 1898 黒鹿毛                                                                                                | 母の母Isoletta 1891 鹿毛                                                                                              | Lady Muncaster | Blue Light F-No.10-a |                     |